# NBA Playoffs 1997
Gli NBA Playoffs 1997 si conclusero con la vittoria dei Chicago Bulls (campioni della Eastern Conference) che sconfissero i campioni della Western Conference, gli Utah Jazz.

## Squadre qualificate

### Eastern Conference
1. Chicago Bulls
2. Miami Heat
3. N.Y. Knicks
4. Atlanta Hawks
5. Detroit Pistons
6. Charlotte Hornets
7. Orlando Magic
8. Washington Bullets

### Western Conference
1. Utah Jazz
2. Seattle S.Sonics
3. Houston Rockets
4. L.A. Lakers
5. Portland T. Blazers
6. Minnesota T'wolves
7. Phoenix Suns
8. L.A. Clippers

## Tabellone
|  | Primo turno | Primo turno         | Primo turno        |                    |                    | Semifinali di Conference | Semifinali di Conference | Semifinali di Conference |  |   | Finali di conference | Finali di conference | Finali di conference |  |    | Finali NBA  | Finali NBA | Finali NBA |
|  |             |                     |                    |                    |                    |                          |                          |                          |  |   |                      |                      |                      |  |    |             |            |            |
|  | 1           | Utah Jazz *         | 3                  |                    |                    |                          |                          |                          |  |   |                      |                      |                      |  |    |             |            |            |
|  | 8           | L.A. Clippers       | 0                  |                    |                    |                          |                          |                          |  |   |                      |                      |                      |  |    |             |            |            |
|  | 8           | L.A. Clippers       | 0                  |                    | 1                  | Utah Jazz *              | 4                        |                          |  |   |                      |                      |                      |  |    |             |            |            |
|  |             |                     |                    |                    | 1                  | Utah Jazz *              | 4                        |                          |  |   |                      |                      |                      |  |    |             |            |            |
|  |             | 4                   | L.A. Lakers        | 1                  |                    |                          |                          |                          |  |   |                      |                      |                      |  |    |             |            |            |
|  | 4           | 4                   | L.A. Lakers        | 1                  | L.A. Lakers        | 3                        |                          |                          |  |   |                      |                      |                      |  |    |             |            |            |
|  | 4           |                     |                    |                    | L.A. Lakers        | 3                        |                          |                          |  |   |                      |                      |                      |  |    |             |            |            |
|  | 5           | Portland T. Blazers | 1                  |                    |                    |                          |                          |                          |  |   |                      |                      |                      |  |    |             |            |            |
|  | 5           | Portland T. Blazers | 1                  |                    |                    |                          |                          |                          |  | 1 | Utah Jazz *          | 4                    |                      |  |    |             |            |            |
|  |             |                     |                    | Western Conference |                    |                          |                          |                          |  | 1 | Utah Jazz *          | 4                    |                      |  |    |             |            |            |
|  |             | 3                   | Houston Rockets    | 2                  |                    |                          |                          |                          |  |   |                      |                      |                      |  |    |             |            |            |
|  | 3           | 3                   | Houston Rockets    | 2                  | Houston Rockets    | 3                        |                          |                          |  |   |                      |                      |                      |  |    |             |            |            |
|  | 3           |                     |                    |                    | Houston Rockets    | 3                        |                          |                          |  |   |                      |                      |                      |  |    |             |            |            |
|  | 6           | Minnesota T'wolves  | 0                  |                    |                    |                          |                          |                          |  |   |                      |                      |                      |  |    |             |            |            |
|  | 6           | Minnesota T'wolves  | 0                  |                    | 3                  | Houston Rockets          | 4                        |                          |  |   |                      |                      |                      |  |    |             |            |            |
|  |             |                     |                    |                    | 3                  | Houston Rockets          | 4                        |                          |  |   |                      |                      |                      |  |    |             |            |            |
|  |             | 2                   | Seattle S.Sonics * | 3                  |                    |                          |                          |                          |  |   |                      |                      |                      |  |    |             |            |            |
|  | 2           | 2                   | Seattle S.Sonics * | 3                  | Seattle S.Sonics * | 3                        |                          |                          |  |   |                      |                      |                      |  |    |             |            |            |
|  | 2           |                     |                    |                    | Seattle S.Sonics * | 3                        |                          |                          |  |   |                      |                      |                      |  |    |             |            |            |
|  | 7           | Phoenix Suns        | 2                  |                    |                    |                          |                          |                          |  |   |                      |                      |                      |  |    |             |            |            |
|  | 7           | Phoenix Suns        | 2                  |                    |                    |                          |                          |                          |  |   |                      |                      |                      |  | W1 | Utah Jazz * | 2          |            |
|  |             |                     |                    |                    |                    |                          |                          |                          |  |   |                      |                      |                      |  | W1 | Utah Jazz * | 2          |            |
|  |             | E1                  | Chicago Bulls *    | 4                  |                    |                          |                          |                          |  |   |                      |                      |                      |  |    |             |            |            |
|  | 1           | E1                  | Chicago Bulls *    | 4                  | Chicago Bulls *    | 3                        |                          |                          |  |   |                      |                      |                      |  |    |             |            |            |
|  | 1           |                     |                    |                    | Chicago Bulls *    | 3                        |                          |                          |  |   |                      |                      |                      |  |    |             |            |            |
|  | 8           | Washington Bullets  | 0                  |                    |                    |                          |                          |                          |  |   |                      |                      |                      |  |    |             |            |            |
|  | 8           | Washington Bullets  | 0                  |                    | 1                  | Chicago Bulls *          | 4                        |                          |  |   |                      |                      |                      |  |    |             |            |            |
|  |             |                     |                    |                    | 1                  | Chicago Bulls *          | 4                        |                          |  |   |                      |                      |                      |  |    |             |            |            |
|  |             | 4                   | Atlanta Hawks      | 1                  |                    |                          |                          |                          |  |   |                      |                      |                      |  |    |             |            |            |
|  | 4           | 4                   | Atlanta Hawks      | 1                  | Atlanta Hawks      | 3                        |                          |                          |  |   |                      |                      |                      |  |    |             |            |            |
|  | 4           |                     |                    |                    | Atlanta Hawks      | 3                        |                          |                          |  |   |                      |                      |                      |  |    |             |            |            |
|  | 5           | Detroit Pistons     | 2                  |                    |                    |                          |                          |                          |  |   |                      |                      |                      |  |    |             |            |            |
|  | 5           | Detroit Pistons     | 2                  |                    |                    |                          |                          |                          |  | 1 | Chicago Bulls *      | 4                    |                      |  |    |             |            |            |
|  |             |                     |                    | Eastern Conference |                    |                          |                          |                          |  | 1 | Chicago Bulls *      | 4                    |                      |  |    |             |            |            |
|  |             | 2                   | Miami Heat *       | 1                  |                    |                          |                          |                          |  |   |                      |                      |                      |  |    |             |            |            |
|  | 3           | 2                   | Miami Heat *       | 1                  | N.Y. Knicks        | 3                        |                          |                          |  |   |                      |                      |                      |  |    |             |            |            |
|  | 3           |                     |                    |                    | N.Y. Knicks        | 3                        |                          |                          |  |   |                      |                      |                      |  |    |             |            |            |
|  | 6           | Charlotte Hornets   | 0                  |                    |                    |                          |                          |                          |  |   |                      |                      |                      |  |    |             |            |            |
|  | 6           | Charlotte Hornets   | 0                  |                    | 3                  | N.Y. Knicks              | 3                        |                          |  |   |                      |                      |                      |  |    |             |            |            |
|  |             |                     |                    |                    | 3                  | N.Y. Knicks              | 3                        |                          |  |   |                      |                      |                      |  |    |             |            |            |
|  |             | 2                   | Miami Heat *       | 4                  |                    |                          |                          |                          |  |   |                      |                      |                      |  |    |             |            |            |
|  | 2           | 2                   | Miami Heat *       | 4                  | Miami Heat *       | 3                        |                          |                          |  |   |                      |                      |                      |  |    |             |            |            |
|  | 2           |                     |                    |                    | Miami Heat *       | 3                        |                          |                          |  |   |                      |                      |                      |  |    |             |            |            |
|  | 7           | Orlando Magic       | 2                  |                    |                    |                          |                          |                          |  |   |                      |                      |                      |  |    |             |            |            |

Legenda
- * Vincitore Division
- "Grassetto" Vincitore serie
- "Corsivo" Squadra con fattore campo

## Eastern Conference

### Primo turno

#### (1) Chicago Bulls - (8) Washington Bullets
RISULTATO FINALE: 3-0
| Arbitri: | Ted Bernhardt Joe Forte Steve Javie |

|              |          |                  |
| M. Jordan 29 | Punti    | J. Howard 21     |
| M. Jordan 8  | Assist   | R. Strickland 8  |
| S. Pippen 10 | Rimbalzi | R. Strickland 10 |

| Arbitri: | Hugh Evans Nolan Fine Don Vaden |

|              |          |                 |
| M. Jordan 55 | Punti    | C. Cheaney 26   |
| L. Longley 6 | Assist   | R. Strickland 8 |
| S. Pippen 9  | Rimbalzi | C. Webber 12    |

| Arbitri: | Dick Bavetta David Jones Ken Mauer |

|                  |          |              |
| R. Strickland 24 | Punti    | M. Jordan 28 |
| R. Strickland 9  | Assist   | M. Jordan 6  |
| C. Webber 8      | Rimbalzi | D. Rodman 10 |

PRECEDENTI IN REGULAR SEASON
| Regular Season 1996-97 | Chicago Bulls | 2 – 1                                                      | Washington Bullets | Referto 1 - Referto 2 - Referto 3 |
| Chicago Bulls 108 Washington Bullets 99 Washington Bullets 110 Punti 107 Washington Bullets 103 Chicago Bulls 102 Chicago Bulls |               |                                                            |                    |                                   |
| |               |                                                            |                    |                                   |
| Chicago Bulls 108 Washington Bullets 99 Washington Bullets 110                                                                  | Punti         | 107 Washington Bullets 103 Chicago Bulls 102 Chicago Bulls |                    |                                   |

PRECEDENTI NEI PLAYOFF

Si è trattata della prima sfida tra le due squadre ai playoff.

#### (2) Miami Heat - (7) Orlando Magic
RISULTATO FINALE: 3-2
| Arbitri: | Jim Clark Joey Crawford Eddie F. Rush |

|                |          |                |
| V. Lenard 24   | Punti    | D. Strong 15   |
| T. Hardaway 11 | Assist   | P. Hardaway 3  |
| P. J. Brown 12 | Rimbalzi | N. Anderson 12 |

| Arbitri: | Hue Hollins Ken Mauer Jack Nies |

|                |          |                |
| T. Hardaway 20 | Punti    | P. Hardaway 26 |
| T. Hardaway 11 | Assist   | B. Shaw 4      |
| A. Mourning 9  | Rimbalzi | D. Strong 16   |

| Arbitri: | Joe DeRosa Luis Grillo Steve Javie |

|                |          |                |
| P. Hardaway 42 | Punti    | A. Mourning 17 |
| D. Armstrong 8 | Assist   | T. Hardaway 8  |
| P. Hardaway 8  | Rimbalzi | A. Mourning 17 |

| Arbitri: | Ted Bernhardt Ron Garretson Ed T. Rush |

|                |          |                            |
| P. Hardaway 41 | Punti    | A. Mourning 23             |
| P. Hardaway 4  | Assist   | T. Hardaway 8              |
| D. Armstrong 9 | Rimbalzi | P. J. Brown, A. Mourning 9 |

| Arbitri: | Dick Bavetta Joe Forte Bill Oakes |

|                |          |                |
| A. Mourning 22 | Punti    | P. Hardaway 33 |
| T. Hardaway 11 | Assist   | P. Hardaway 6  |
| P. J. Brown 14 | Rimbalzi | D. Strong 12   |

PRECEDENTI IN REGULAR SEASON
| Regular Season 1996-97 | Miami Heat | 2 – 2                                                          | Orlando Magic | Referto 1 - Referto 2 - Referto 3 - Referto 4 |
| Miami Heat 96 Miami Heat 87 Orlando Magic 98 Orlando Magic 88 Punti 76 Orlando Magic 99 Orlando Magic 86 Miami Heat 102 Miami Heat |            |                                                                |               |                                               |
| |            |                                                                |               |                                               |
| Miami Heat 96 Miami Heat 87 Orlando Magic 98 Orlando Magic 88                                                                      | Punti      | 76 Orlando Magic 99 Orlando Magic 86 Miami Heat 102 Miami Heat |               |                                               |

PRECEDENTI NEI PLAYOFF

Si è trattata della prima sfida tra le due squadre ai playoff.

#### (3) New York Knicks - (6) Charlotte Hornets
RISULTATO FINALE: 3-0
| Arbitri: | Hugh Evans Nolan Fine Don Vaden |

|               |          |             |
| A. Houston 25 | Punti    | V. Divac 27 |
| C. Childs 8   | Assist   | A. Mason 5  |
| P. Ewing 9    | Rimbalzi | A. Mason 13 |

| Arbitri: | Jim Clark Joey Crawford Eddie F. Rush |

|              |          |                                         |
| P. Ewing 30  | Punti    | G. Rice 39                              |
| C. Childs 9  | Assist   | V. Divac, A. Mason, T. Delk, T. Smith 2 |
| C. Oakley 10 | Rimbalzi | V. Divac, A. Mason 12                   |

| Arbitri: | Dan Crawford Joe Forte David Jones |

|             |          |                         |
| G. Rice 22  | Punti    | L. Johnson 22           |
| G. Rice 9   | Assist   | C. Childs, L. Johnson 5 |
| A. Mason 11 | Rimbalzi | P. Ewing 11             |

PRECEDENTI IN REGULAR SEASON
| Regular Season 1996-97 | N.Y. Knicks | 1 – 3                                                                            | Charlotte Hornets | Referto 1 - Referto 2 - Referto 3 - Referto 4 |
| New York Knicks 113 Charlotte Hornets 93 (1 t.s.) Charlotte Hornets 113 New York Knicks 93 Punti 86 Charlotte Hornets 86 New York Knicks 104 New York Knicks 99 Charlotte Hornets |             |                                                                                  |                   |                                               |
| |             |                                                                                  |                   |                                               |
| New York Knicks 113 Charlotte Hornets 93 (1 t.s.) Charlotte Hornets 113 New York Knicks 93                                                                                        | Punti       | 86 Charlotte Hornets 86 New York Knicks 104 New York Knicks 99 Charlotte Hornets |                   |                                               |

PRECEDENTI NEI PLAYOFF
|  | N.Y. Knicks (1993) | 1 – 0 | Charlotte Hornets |  |

#### (4) Atlanta Hawks - (5) Detroit Pistons
RISULTATO FINALE: 3-2
| Arbitri: | Luis Grillo Hue Hollins Jack Nies |

|               |          |            |
| D. Mutombo 26 | Punti    | G. Hill 20 |
| C. Laettner 4 | Assist   | G. Hill 7  |
| D. Mutombo 15 | Rimbalzi | G. Hill 14 |

| Arbitri: | Joe DeRosa Steve Javie Ron Olesiak |

|               |          |             |
| S. Smith 22   | Punti    | G. Hill 25  |
| M. Blaylock 7 | Assist   | G. Hill 3   |
| M. Blaylock 9 | Rimbalzi | O. Thorpe 8 |

| Arbitri: | Mike Callahan Bill Oakes Bennett Salvatore |

|              |          |                |
| L. Hunter 26 | Punti    | C. Laettner 25 |
| G. Hill 8    | Assist   | M. Blaylock 10 |
| T. Mills 7   | Rimbalzi | D. Mutombo 21  |

| Arbitri: | Dick Bavetta Jim Clark Bob Delaney |

|                                |          |                           |
| G. Hill 28                     | Punti    | S. Smith 28               |
| G. Hill, J. Dumars, A. McKie 3 | Assist   | M. Blaylock 9             |
| T. Mills 10                    | Rimbalzi | C. Laettner, D. Mutombo 9 |

| Arbitri: | Dan Crawford Ed T. Rush Don Vaden |

|                           |          |             |
| C. Laettner 23            | Punti    | G. Hill 21  |
| M. Blaylock, T. Corbin 5  | Assist   | G. Hill 6   |
| D. Mutombo, M. Blaylock 9 | Rimbalzi | L. Hunter 9 |

PRECEDENTI IN REGULAR SEASON
| Regular Season 1996-97 | Atlanta Hawks | 1 – 3                                                                   | Detroit Pistons | Referto 1 - Referto 2 - Referto 3 - Referto 4 |
| Atlanta Hawks 78 Detroit Pistons 100 Detroit Pistons 82 Atlanta Hawks 103 Punti 90 Detroit Pistons 90 Atlanta Hawks 75 Atlanta Hawks 89 Detroit Pistons |               |                                                                         |                 |                                               |
| |               |                                                                         |                 |                                               |
| Atlanta Hawks 78 Detroit Pistons 100 Detroit Pistons 82 Atlanta Hawks 103                                                                               | Punti         | 90 Detroit Pistons 90 Atlanta Hawks 75 Atlanta Hawks 89 Detroit Pistons |                 |                                               |

PRECEDENTI NEI PLAYOFF
|  | Atlanta Hawks (1958, 1963, 1986) | 3 – 3 | Detroit Pistons (1956, 1987, 1991) |  |

### Semifinali

#### (1) Chicago Bulls - (4) Atlanta Hawks
RISULTATO FINALE: 4-1
| Arbitri: | Joey Crawford Ron Garretson Tommy Nunez Sr. |

|              |          |                |
| M. Jordan 34 | Punti    | M. Blaylock 31 |
| M. Jordan 6  | Assist   | C. Laettner 6  |
| M. Jordan 11 | Rimbalzi | M. Blaylock 12 |

| Arbitri: | Nolan Fine Steve Javie Eddie F. Rush |

|              |          |               |
| M. Jordan 27 | Punti    | S. Smith 27   |
| S. Pippen 9  | Assist   | M. Blaylock 9 |
| M. Jordan 16 | Rimbalzi | D. Mutombo 15 |

| Arbitri: | Bob Delaney Hugh Evans Derrick Stafford |

|               |          |                       |
| D. Mutombo 16 | Punti    | M. Jordan 21          |
| M. Blaylock 6 | Assist   | T. Kukoč, S. Pippen 5 |
| D. Mutombo 13 | Rimbalzi | J. Caffey 11          |

| Arbitri: | Joe DeRosa Hue Hollins Bennett Salvatore |

|                |          |                                   |
| C. Laettner 21 | Punti    | M. Jordan 27                      |
| M. Blaylock 4  | Assist   | M. Jordan, S. Pippen, R. Harper 4 |
| C. Laettner 12 | Rimbalzi | M. Jordan, S. Pippen 9            |

| Arbitri: | Joe Forte Ken Mauer Ed T. Rush |

|                                   |          |                |
| M. Jordan 24                      | Punti    | C. Laettner 23 |
| M. Jordan, S. Pippen, R. Harper 7 | Assist   | M. Blaylock 8  |
| B. Dele, L. Longley 10            | Rimbalzi | D. Mutombo 12  |

PRECEDENTI IN REGULAR SEASON
| Regular Season 1996-97 | Chicago Bulls | 3 – 1                                                                | Atlanta Hawks | Referto 1 - Referto 2 - Referto 3 - Referto 4 |
| Chicago Bulls 97 Atlanta Hawks 108 Atlanta Hawks 88 Chicago Bulls 99 Punti 69 Atlanta Hawks 103 Chicago Bulls 89 Chicago Bulls 79 Atlanta Hawks |               |                                                                      |               |                                               |
| |               |                                                                      |               |                                               |
| Chicago Bulls 97 Atlanta Hawks 108 Atlanta Hawks 88 Chicago Bulls 99                                                                            | Punti         | 69 Atlanta Hawks 103 Chicago Bulls 89 Chicago Bulls 79 Atlanta Hawks |               |                                               |

PRECEDENTI NEI PLAYOFF
|  | Chicago Bulls (1993) | 1 – 2 | Atlanta Hawks (1967, 1970) |  |

#### (2) Miami Heat - (3) New York Knicks
RISULTATO FINALE: 4-3
| Arbitri: | Hugh Evans Bennett Salvatore Don Vaden |

|                |          |                       |
| T. Hardaway 21 | Punti    | A. Houston 27         |
| T. Hardaway 6  | Assist   | L. Johnson, C. Ward 5 |
| P. J. Brown 12 | Rimbalzi | P. Ewing 16           |

| Arbitri: | Hugh Evans Ron Garretson Ed Middleton |

|                           |          |               |
| T. Hardaway 34            | Punti    | A. Houston 19 |
| T. Hardaway, D. Majerle 4 | Assist   | C. Childs 7   |
| A. Mourning 13            | Rimbalzi | P. Ewing 11   |

| Arbitri: | Joey Crawford Bernie Fryer Eddie F. Rush |

|                        |          |                |
| P. Ewing 25            | Punti    | V. Lenard 22   |
| J. Starks, C. Ward 4   | Assist   | T. Hardaway 8  |
| P. Ewing, C. Oakley 11 | Rimbalzi | P. J. Brown 10 |

| Arbitri: | Dan Crawford Bob Delaney Jack Nies |

|              |          |                |
| J. Starks 21 | Punti    | T. Hardaway 14 |
| C. Childs 8  | Assist   | W. Anderson 4  |
| C. Oakley 9  | Rimbalzi | P. J. Brown 9  |

| Arbitri: | Dick Bavetta Nolan Fine Bill Oakes |

|                |          |             |
| V. Lenard 21   | Punti    | P. Ewing 19 |
| T. Hardaway 6  | Assist   | C. Childs 7 |
| P. J. Brown 12 | Rimbalzi | C. Oakley 9 |

| Arbitri: | Jim Clark Joe Forte Ed T. Rush |

|              |          |                |
| C. Childs 22 | Punti    | A. Mourning 28 |
| C. Childs 9  | Assist   | T. Hardaway 8  |
| C. Oakley 12 | Rimbalzi | A. Mourning 9  |

| Arbitri: | Dan Crawford Joey Crawford Jack Nies |

|                |          |             |
| T. Hardaway 38 | Punti    | P. Ewing 37 |
| T. Hardaway 7  | Assist   | C. Ward 8   |
| A. Mourning 12 | Rimbalzi | P. Ewing 17 |

PRECEDENTI IN REGULAR SEASON
| Regular Season 1996-97 | Miami Heat | 1 – 3                                                               | N.Y. Knicks | Referto 1 - Referto 2 - Referto 3 - Referto 4 |
| New York Knicks 75 Miami Heat 85 New York Knicks 95 Miami Heat 99 Punti 99 Miami Heat 103 New York Knicks 89 Miami Heat 100 New York Knicks |            |                                                                     |             |                                               |
| |            |                                                                     |             |                                               |
| New York Knicks 75 Miami Heat 85 New York Knicks 95 Miami Heat 99                                                                           | Punti      | 99 Miami Heat 103 New York Knicks 89 Miami Heat 100 New York Knicks |             |                                               |

PRECEDENTI NEI PLAYOFF

Si è trattata della prima sfida tra le due squadre ai playoff.

### Finale

#### (1) Chicago Bulls - (2) Miami Heat
RISULTATO FINALE: 4-1
| Arbitri: | Hugh Evans Eddie F. Rush Bennett Salvatore |

|                        |          |                          |
| M. Jordan 37           | Punti    | A. Mourning 21           |
| R. Harper, S. Pippen 4 | Assist   | T. Hardaway 9            |
| M. Jordan 19           | Rimbalzi | I. Austin, A. Mourning 8 |

| Arbitri: | Bernie Fryer Steve Javie Bill Oakes |

|                         |          |                |
| M. Jordan, S. Pippen 23 | Punti    | T. Hardaway 15 |
| R. Harper 6             | Assist   | T. Hardaway 5  |
| D. Rodman 10            | Rimbalzi | A. Mourning 8  |

| Arbitri: | Dick Bavetta Ron Garretson Jack Nies |

|               |          |              |
| V. Lenard 14  | Punti    | M. Jordan 34 |
| J. Crotty 5   | Assist   | T. Kukoč 6   |
| A. Mourning 9 | Rimbalzi | D. Rodman 9  |

| Arbitri: | Bob Delaney Joe Forte Ed T. Rush |

|                |          |              |
| T. Hardaway 25 | Punti    | M. Jordan 29 |
| T. Hardaway 7  | Assist   | S. Pippen 5  |
| A. Mourning 14 | Rimbalzi | D. Rodman 9  |

| Arbitri: | Joey Crawford Hue Hollins Don Vaden |

|              |          |                |
| M. Jordan 28 | Punti    | T. Hardaway 27 |
| T. Kukoč 7   | Assist   | V. Lenard 5    |
| D. Rodman 13 | Rimbalzi | A. Mourning 8  |

PRECEDENTI IN REGULAR SEASON
| Regular Season 1996-97 | Chicago Bulls | 2 – 2                                                          | Miami Heat | Referto 1 - Referto 2 - Referto 3 - Referto 4 |
| Miami Heat 100 Chicago Bulls 103 Chicago Bulls 80 Miami Heat 102 Punti 106 Chicago Bulls 71 Miami Heat 83 Miami Heat 92 Chicago Bulls |               |                                                                |            |                                               |
| |               |                                                                |            |                                               |
| Miami Heat 100 Chicago Bulls 103 Chicago Bulls 80 Miami Heat 102                                                                      | Punti         | 106 Chicago Bulls 71 Miami Heat 83 Miami Heat 92 Chicago Bulls |            |                                               |

PRECEDENTI NEI PLAYOFF
|  | Chicago Bulls (1992, 1996) | 2 – 0 | Miami Heat |  |

## Western Conference

### Primo turno

#### (1) Utah Jazz - (8) Los Angeles Clippers
RISULTATO FINALE: 3-0
| Arbitri: | Dan Crawford Ron Garretson Ed Middleton |

|                |          |                                     |
| K. Malone 27   | Punti    | L. Vaught 20                        |
| J. Stockton 17 | Assist   | M. Sealy, B. Barry, P. Richardson 3 |
| K. Malone 10   | Rimbalzi | L. Vaught 11                        |

| Arbitri: | Terry Durham Bill Oakes Bennett Salvatore |

|                            |          |              |
| K. Malone 39               | Punti    | L. Wright 17 |
| J. Hornacek, J. Stockton 4 | Assist   | D. Martin 6  |
| K. Malone 11               | Rimbalzi | L. Vaught 9  |

| Arbitri: | Bob Delaney Tommy Nunez Sr. Ed T. Rush |

|                        |          |                |
| L. Vaught 20           | Punti    | K. Malone 26   |
| D. Martin 5            | Assist   | J. Stockton 13 |
| L. Vaught, L. Wright 9 | Rimbalzi | K. Malone 13   |

PRECEDENTI IN REGULAR SEASON
| Regular Season 1996-97 | Utah Jazz | 3 – 1                                                                      | L.A. Clippers | Referto 1 - Referto 2 - Referto 3 - Referto 4 |
| Los Angeles Clippers 90 Utah Jazz 111 Los Angeles Clippers 115 Utah Jazz 107 Punti 95 Utah Jazz 94 Los Angeles Clippers 101 Utah Jazz 94 Los Angeles Clippers |           |                                                                            |               |                                               |
| |           |                                                                            |               |                                               |
| Los Angeles Clippers 90 Utah Jazz 111 Los Angeles Clippers 115 Utah Jazz 107                                                                                  | Punti     | 95 Utah Jazz 94 Los Angeles Clippers 101 Utah Jazz 94 Los Angeles Clippers |               |                                               |

PRECEDENTI NEI PLAYOFF
|  | Utah Jazz (1992) | 1 – 0 | L.A. Clippers |  |

#### (2) Seattle SuperSonics - (7) Phoenix Suns
RISULTATO FINALE: 3-2
| Arbitri: | Bob Delaney Ed T. Rush Tom Washington |

|              |          |               |
| G. Payton 23 | Punti    | R. Chapman 42 |
| G. Payton 9  | Assist   | J. Kidd 10    |
| S. Kemp 15   | Rimbalzi | K. Johnson 7  |

| Arbitri: | Dick Bavetta Joe Borgia Bernie Fryer |

|                       |          |               |
| S. Kemp, G. Payton 23 | Punti    | R. Chapman 18 |
| G. Payton 6           | Assist   | J. Kidd 8     |
| S. Kemp 15            | Rimbalzi | W. Person 10  |

| Arbitri: | Joey Crawford Eddie F. Rush Greg Willard |

|              |          |              |
| W. Person 29 | Punti    | G. Payton 34 |
| J. Kidd 10   | Assist   | G. Payton 6  |
| W. Person 10 | Rimbalzi | S. Kemp 11   |

| Arbitri: | Dan Crawford Joe Forte Tommy Nunez Sr. |

|                        |          |              |
| K. Johnson, J. Kidd 23 | Punti    | G. Payton 28 |
| J. Kidd 14             | Assist   | G. Payton 14 |
| D. Manning 10          | Rimbalzi | S. Kemp 9    |

| Arbitri: | Hugh Evans Hue Hollins Jack Nies |

|                |          |                      |
| D. Schrempf 24 | Punti    | W. Person 26         |
| G. Payton 10   | Assist   | J. Kidd 7            |
| S. Kemp 11     | Rimbalzi | J. Kidd, W. Person 8 |

PRECEDENTI IN REGULAR SEASON
| Regular Season 1996-97 | Seattle S.Sonics | 2 – 2                                                                            | Phoenix Suns | Referto 1 - Referto 2 - Referto 3 - Referto 4 |
| Phoenix Suns 98 Seattle SuperSonics 105 Seattle SuperSonics 107 Phoenix Suns 107 Punti 103 Seattle SuperSonics 92 Phoenix Suns 109 Phoenix Suns 106 Seattle SuperSonics |                  |                                                                                  |              |                                               |
| |                  |                                                                                  |              |                                               |
| Phoenix Suns 98 Seattle SuperSonics 105 Seattle SuperSonics 107 Phoenix Suns 107                                                                                        | Punti            | 103 Seattle SuperSonics 92 Phoenix Suns 109 Phoenix Suns 106 Seattle SuperSonics |              |                                               |

PRECEDENTI NEI PLAYOFF
|  | Seattle S.Sonics (1979) | 1 – 2 | Phoenix Suns (1976, 1993) |  |

#### (3) Houston Rockets - (6) Minnesota Timberwolves
RISULTATO FINALE: 3-0
| Arbitri: | Bill Oakes Ron Olesiak Bennett Salvatore |

|              |          |                                        |
| M. Elie 21   | Punti    | S. Marbury 28 "                        |
| C. Drexler 8 | Assist   | K. Garnett, T. Gugliotta, S. Marbury 4 |
| K. Willis 13 | Rimbalzi | K. Garnett 9                           |

| Arbitri: | Dan Crawford Ron Garretson Derrick Stafford |

|               |          |               |
| C. Barkley 20 | Punti    | S. Marbury 22 |
| C. Drexler 7  | Assist   | S. Marbury 6  |
| C. Barkley 15 | Rimbalzi | D. Garrett 14 |

| Arbitri: | Terry Durham Hue Hollins Jack Nies |

|                 |          |                |
| T. Gugliotta 27 | Punti    | M. Maloney 26  |
| S. Marbury 13   | Assist   | C. Drexler 9   |
| D. Garrett 15   | Rimbalzi | H. Olajuwon 11 |

PRECEDENTI IN REGULAR SEASON
| Regular Season 1996-97 | Houston Rockets | 4 – 0                                                                                       | Minnesota T'wolves | Referto 1 - Referto 2 - Referto 3 - Referto 4 |
| Houston Rockets 122 Minnesota Timberwolves 94 Minnesota Timberwolves 95 Houston Rockets 112 Punti 93 Minnesota Timberwolves 96 Houston Rockets 104 Houston Rockets 103 Minnesota Timberwolves |                 |                                                                                             |                    |                                               |
| |                 |                                                                                             |                    |                                               |
| Houston Rockets 122 Minnesota Timberwolves 94 Minnesota Timberwolves 95 Houston Rockets 112                                                                                                   | Punti           | 93 Minnesota Timberwolves 96 Houston Rockets 104 Houston Rockets 103 Minnesota Timberwolves |                    |                                               |

PRECEDENTI NEI PLAYOFF

Si è trattata della prima sfida tra le due squadre ai playoff.

#### (4) Los Angeles Lakers - (5) Portland Trail Blazers
RISULTATO FINALE: 3-1
| Arbitri: | Dick Bavetta Bernie Fryer Greg Willard |

|               |          |                           |
| S. O'Neal 46  | Punti    | A. Sabonis, R. Wallace 18 |
| N. Van Exel 8 | Assist   | I. Rider 5                |
| S. O'Neal 11  | Rimbalzi | C. Dudley 11              |

| Arbitri: | Bob Delaney Ed T. Rush Tom Washington |

|               |          |                |
| S. O'Neal 30  | Punti    | R. Wallace 20  |
| N. Van Exel 9 | Assist   | K. Anderson 7  |
| E. Jones 7    | Rimbalzi | C. Robinson 10 |

| Arbitri: | Hugh Evans Ed Middleton Derrick Stafford |

|                |          |                          |
| K. Anderson 30 | Punti    | S. O'Neal 29             |
| K. Anderson 5  | Assist   | S. O'Neal, N. Van Exel 4 |
| C. Dudley 7    | Rimbalzi | S. O'Neal 12             |

| Arbitri: | Joe DeRosa Steve Javie Bennett Salvatore |

|               |          |                                               |
| A. Sabonis 23 | Punti    | S. O'Neal, E. Campbell 27                     |
| K. Anderson 5 | Assist   | E. Jones, N. Van Exel 5                       |
| A. Sabonis 10 | Rimbalzi | R. Horry, N. Van Exel, S. O'Neal, J. Kersey 8 |

PRECEDENTI IN REGULAR SEASON
| Regular Season 1996-97 | L.A. Lakers | 1 – 3                                                                                             | Portland T. Blazers | Referto 1 - Referto 2 - Referto 3 - Referto 4 |
| (1 t.s.) Los Angeles Lakers 120 Portland Trail Blazers 88 Los Angeles Lakers 98 Portland Trail Blazers 100 Punti 119 Portland Trail Blazers 84 Los Angeles Lakers 102 Portland Trail Blazers 96 Los Angeles Lakers |             |                                                                                                   |                     |                                               |
| |             |                                                                                                   |                     |                                               |
| (1 t.s.) Los Angeles Lakers 120 Portland Trail Blazers 88 Los Angeles Lakers 98 Portland Trail Blazers 100 | Punti       | 119 Portland Trail Blazers 84 Los Angeles Lakers 102 Portland Trail Blazers 96 Los Angeles Lakers |                     |                                               |

PRECEDENTI NEI PLAYOFF
|  | L.A. Lakers (1983, 1985, 1989, 1991) | 4 – 2 | Portland T. Blazers (1977, 1992) |  |

### Semifinali

#### (1) Utah Jazz - (4) Los Angeles Lakers
RISULTATO FINALE: 4-1
| Arbitri: | Joey Crawford Bernie Fryer Eddie F. Rush |

|               |          |                |
| K. Malone 23  | Punti    | N. Van Exel 23 |
| J. Hornacek 7 | Assist   | N. Van Exel 4  |
| K. Malone 13  | Rimbalzi | S. O'Neal 12   |

| Arbitri: | Jim Clark Hue Hollins Jack Nies |

|                            |          |                |
| K. Malone 31               | Punti    | S. O'Neal 25   |
| J. Hornacek, J. Stockton 7 | Assist   | N. Van Exel 12 |
| K. Malone 11               | Rimbalzi | S. O'Neal 12   |

| Arbitri: | Dick Bavetta Terry Durham Bill Oakes |

|               |          |                |
| K. Bryant 19  | Punti    | J. Hornacek 26 |
| N. Van Exel 5 | Assist   | J. Stockton 8  |
| S. O'Neal 10  | Rimbalzi | K. Malone 10   |

| Arbitri: | Joe Forte Ken Mauer Ed T. Rush |

|               |          |                |
| S. O'Neal 34  | Punti    | B. Russell 29  |
| N. Van Exel 7 | Assist   | J. Stockton 11 |
| S. O'Neal 11  | Rimbalzi | B. Russell 9   |

| Arbitri: | Hugh Evans Ron Garretson Derrick Stafford |

|                |          |                |
| K. Malone 32   | Punti    | N. Van Exel 26 |
| J. Stockton 10 | Assist   | S. O'Neal 5    |
| K. Malone 20   | Rimbalzi | S. O'Neal 13   |

PRECEDENTI IN REGULAR SEASON
| Regular Season 1996-97 | Utah Jazz | 3 – 1                                                                  | L.A. Lakers | Referto 1 - Referto 2 - Referto 3 - Referto 4 |
| Los Angeles Lakers 97 Utah Jazz 101 Utah Jazz 101 Los Angeles Lakers 100 Punti 113 Utah Jazz 75 Los Angeles Lakers 89 Los Angeles Lakers 98 Utah Jazz |           |                                                                        |             |                                               |
| |           |                                                                        |             |                                               |
| Los Angeles Lakers 97 Utah Jazz 101 Utah Jazz 101 Los Angeles Lakers 100                                                                              | Punti     | 113 Utah Jazz 75 Los Angeles Lakers 89 Los Angeles Lakers 98 Utah Jazz |             |                                               |

PRECEDENTI NEI PLAYOFF
|  | Utah Jazz | 0 – 1 | L.A. Lakers (1988) |  |

#### (2) Seattle SuperSonics - (3) Houston Rockets
RISULTATO FINALE: 3-4
| Arbitri: | Steve Javie Ron Olesiak Bennett Salvatore |

|                |          |            |
| C. Drexler 22  | Punti    | S. Kemp 24 |
| M. Elie 8      | Assist   | E. Snow 7  |
| H. Olajuwon 11 | Rimbalzi | S. Kemp 11 |

| Arbitri: | Joe Forte Ed Middleton Ed T. Rush |

|                |          |             |
| C. Drexler 25  | Punti    | S. Kemp 22  |
| C. Drexler 8   | Assist   | G. Payton 9 |
| H. Olajuwon 12 | Rimbalzi | S. Kemp 15  |

| Arbitri: | Jim Clark Dan Crawford Jack Nies |

|                       |          |                |
| S. Kemp, G. Payton 28 | Punti    | H. Olajuwon 24 |
| S. Kemp, G. Payton 5  | Assist   | S. Threatt 5   |
| S. Kemp 10            | Rimbalzi | H. Olajuwon 11 |

| Arbitri: | Dick Bavetta Bill Oakes Don Vaden |

|                        |          |                           |
| G. Payton 27           | Punti    | C. Barkley, M. Maloney 26 |
| G. Payton 11           | Assist   | H. Olajuwon 9             |
| S. Kemp, T. Cummings 9 | Rimbalzi | C. Barkley 9              |

| Arbitri: | Joey Crawford Bernie Fryer Tommy Nunez Sr. |

|                |          |               |
| H. Olajuwon 31 | Punti    | H. Hawkins 23 |
| M. Elie 6      | Assist   | G. Payton 11  |
| C. Barkley 20  | Rimbalzi | S. Kemp 10    |

| Arbitri: | Ron Garretson Hue Hollins Eddie F. Rush |

|              |          |                |
| S. Kemp 22   | Punti    | H. Olajuwon 30 |
| G. Payton 13 | Assist   | C. Drexler 6   |
| S. Kemp 11   | Rimbalzi | C. Barkley 12  |

| Arbitri: | Hugh Evans Steve Javie Bennett Salvatore |

|               |          |              |
| C. Drexler 24 | Punti    | G. Payton 27 |
| M. Elie 11    | Assist   | G. Payton 7  |
| C. Barkley 14 | Rimbalzi | S. Kemp 10   |

PRECEDENTI IN REGULAR SEASON
| Regular Season 1996-97 | Seattle S.Sonics | 1 – 3                                                                                | Houston Rockets | Referto 1 - Referto 2 - Referto 3 - Referto 4 |
| Seattle SuperSonics 100 Houston Rockets 99 Seattle SuperSonics 105 Houston Rockets 113 Punti 109 Houston Rockets 91 Seattle SuperSonics 85 Houston Rockets 73 Seattle SuperSonics |                  |                                                                                      |                 |                                               |
| |                  |                                                                                      |                 |                                               |
| Seattle SuperSonics 100 Houston Rockets 99 Seattle SuperSonics 105 Houston Rockets 113                                                                                            | Punti            | 109 Houston Rockets 91 Seattle SuperSonics 85 Houston Rockets 73 Seattle SuperSonics |                 |                                               |

PRECEDENTI NEI PLAYOFF
|  | Seattle S.Sonics (1982, 1987, 1989, 1993, 1996) | 5 – 0 | Houston Rockets |  |

### Finale

#### (1) Utah Jazz - (3) Houston Rockets
RISULTATO FINALE: 4-2
| Arbitri: | Dick Bavetta Bob Delaney Joe Forte |

|                |          |                |
| K. Malone 21   | Punti    | H. Olajuwon 30 |
| J. Stockton 13 | Assist   | H. Olajuwon 5  |
| K. Malone 13   | Rimbalzi | H. Olajuwon 13 |

| Arbitri: | Jim Clark Jack Nies Ed T. Rush |

|                |          |                |
| J. Stockton 26 | Punti    | H. Olajuwon 30 |
| J. Stockton 12 | Assist   | C. Drexler 4   |
| K. Malone 15   | Rimbalzi | C. Barkley 12  |

| Arbitri: | Joey Crawford Hue Hollins Don Vaden |

|                                      |          |                |
| E. Johnson 31                        | Punti    | K. Malone 21   |
| C. Drexler, M. Maloney, S. Threatt 6 | Assist   | J. Stockton 10 |
| C. Barkley 16                        | Rimbalzi | G. Ostertag 9  |

| Arbitri: | Dan Crawford Bernie Fryer Bill Oakes |

|                |          |                           |
| H. Olajuwon 27 | Punti    | K. Malone, J. Stockton 22 |
| M. Maloney 6   | Assist   | J. Stockton 8             |
| C. Barkley 16  | Rimbalzi | K. Malone 9               |

| Arbitri: | Hugh Evans Ron Garretson Bennett Salvatore |

|               |          |                |
| K. Malone 29  | Punti    | H. Olajuwon 33 |
| J. Stockton 6 | Assist   | C. Barkley 5   |
| K. Malone 14  | Rimbalzi | H. Olajuwon 10 |

| Arbitri: | Dick Bavetta Steve Javie Eddie F. Rush |

|                |          |                |
| C. Drexler 33  | Punti    | J. Stockton 25 |
| S. Threatt 9   | Assist   | J. Stockton 13 |
| H. Olajuwon 11 | Rimbalzi | G. Ostertag 14 |

PRECEDENTI IN REGULAR SEASON
| Regular Season 1996-97 | Utah Jazz | 2 – 2                                                                     | Houston Rockets | Referto 1 - Referto 2 - Referto 3 - Referto 4 |
| Utah Jazz 72 Houston Rockets 91 Houston Rockets 100 Utah Jazz 104 Punti 75 Houston Rockets 85 Utah Jazz 105 Utah Jazz (1 t.s.) 83 Houston Rockets |           |                                                                           |                 |                                               |
| |           |                                                                           |                 |                                               |
| Utah Jazz 72 Houston Rockets 91 Houston Rockets 100 Utah Jazz 104                                                                                 | Punti     | 75 Houston Rockets 85 Utah Jazz 105 Utah Jazz (1 t.s.) 83 Houston Rockets |                 |                                               |

PRECEDENTI NEI PLAYOFF
|  | Utah Jazz (1985) | 1 – 2 | Houston Rockets (1994, 1995) |  |

## NBA Finals 1997

### Chicago Bulls - Utah Jazz
RISULTATO FINALE
|  | Chicago Bulls | 4 – 2 | Utah Jazz |  |

PRECEDENTI IN REGULAR SEASON
| Regular Season 1996-97                                               | Chicago Bulls | 1 – 1                          | Utah Jazz | Referto 1 - Referto 2 |
| Utah Jazz 105 Chicago Bulls 102 Punti 100 Chicago Bulls 89 Utah Jazz |               |                                |           |                       |
|                                                                      |               |                                |           |                       |
| Utah Jazz 105 Chicago Bulls 102                                      | Punti         | 100 Chicago Bulls 89 Utah Jazz |           |                       |

PRECEDENTI NEI PLAYOFF

Si è trattata della prima sfida tra le due squadre ai playoff.

#### Roster
| \| Pos. \| Num. \| Naz. \| Nome \| Altezza \| Peso \| Data nascita \| Provenienza \| \| ---- \| ---- \| ---- \| ---------------- \| ------- \| ------ \| ------------ \| --------------------------- \| \| G \| 1 \| \| Brown, Randy \| 188 cm \| 86 kg \| 22-05-1968 \| New Mexico State \| \| G/AP \| 30 \| \| Buechler, Jud \| 198 cm \| 100 kg \| 19-06-1968 \| Arizona \| \| A \| 35 \| \| Caffey, Jason \| 203 cm \| 116 kg \| 12-06-1973 \| Alabama \| \| G/AP \| 9 \| \| Harper, Ron \| 198 cm \| 84 kg \| 20-01-1964 \| Miami (OH) \| \| G \| 23 \| \| Jordan, Michael \| 198 cm \| 88 kg \| 17-02-1963 \| North Carolina \| \| G \| 25 \| \| Kerr, Steve \| 191 cm \| 79 kg \| 27-09-1965 \| Arizona \| \| A \| 7 \| \| Kukoč, Toni \| 208 cm \| 87 kg \| 18-09-1968 \| KK Split (Croatia) \| \| C \| 13 \| \| Longley, Luc \| 218 cm \| 120 kg \| 19-01-1969 \| New Mexico \| \| C \| 0 \| \| Parish, Robert \| 213 cm \| 104 kg \| 30-08-1953 \| Centenary \| \| G/AP \| 33 \| \| Pippen, Scottie \| 203 cm \| 95 kg \| 25-09-1965 \| Central Arkansas \| \| A \| 91 \| \| Rodman, Dennis \| 201 cm \| 95 kg \| 13-05-1961 \| Southeastern Oklahoma State \| \| A \| 8 \| \| Simpkins, Dickey \| 206 cm \| 112 kg \| 06-04-1972 \| Providence \| \| A \| 6 \| \| Steigenga, Matt \| 201 cm \| 102 kg \| 27-02-1970 \| Michigan State \| \| C \| 34 \| \| Wennington, Bill \| 213 cm \| 111 kg \| 26-12-1963 \| St. John's \| \| A/C \| 18 \| \| Dele, Bison \| 206 cm \| 107 kg \| 06-04-1969 \| Arizona \| | Allenatore - Phil Jackson Assistente/i - Bill Cartwright (Vice-allenatore) - Frank Hamblen (Vice-allenatore) - Jimmy Rodgers (Vice-allenatore) - Tex Winter (Vice-allenatore) - Chip Schaefer (Preparatore atletico) Legenda - (C) Capitano - (FA) Free agent - (S) Sospeso - (TW) Contratto Two-way - (GL) Assegnato a squadra G League affiliata - Infortunato Roster • Transazioni · Ultima transazione: 25 giugno 1997 |                        |                  |         |        |              |                             |
| Pos. | Num. | Naz.                   | Nome             | Altezza | Peso   | Data nascita | Provenienza                 |
| G | 1 | Stati Uniti (bandiera) | Brown, Randy     | 188 cm  | 86 kg  | 22-05-1968   | New Mexico State            |
| G/AP | 30 | Stati Uniti (bandiera) | Buechler, Jud    | 198 cm  | 100 kg | 19-06-1968   | Arizona                     |
| A | 35 | Stati Uniti (bandiera) | Caffey, Jason    | 203 cm  | 116 kg | 12-06-1973   | Alabama                     |
| G/AP | 9 | Stati Uniti (bandiera) | Harper, Ron      | 198 cm  | 84 kg  | 20-01-1964   | Miami (OH)                  |
| G | 23 | Stati Uniti (bandiera) | Jordan, Michael  | 198 cm  | 88 kg  | 17-02-1963   | North Carolina              |
| G | 25 | Stati Uniti (bandiera) | Kerr, Steve      | 191 cm  | 79 kg  | 27-09-1965   | Arizona                     |
| A | 7 | Croazia (bandiera)     | Kukoč, Toni      | 208 cm  | 87 kg  | 18-09-1968   | KK Split (Croatia)          |
| C | 13 | Australia (bandiera)   | Longley, Luc     | 218 cm  | 120 kg | 19-01-1969   | New Mexico                  |
| C | 0 | Stati Uniti (bandiera) | Parish, Robert   | 213 cm  | 104 kg | 30-08-1953   | Centenary                   |
| G/AP | 33 | Stati Uniti (bandiera) | Pippen, Scottie  | 203 cm  | 95 kg  | 25-09-1965   | Central Arkansas            |
| A | 91 | Stati Uniti (bandiera) | Rodman, Dennis   | 201 cm  | 95 kg  | 13-05-1961   | Southeastern Oklahoma State |
| A | 8 | Stati Uniti (bandiera) | Simpkins, Dickey | 206 cm  | 112 kg | 06-04-1972   | Providence                  |
| A | 6 | Stati Uniti (bandiera) | Steigenga, Matt  | 201 cm  | 102 kg | 27-02-1970   | Michigan State              |
| C | 34 | Canada (bandiera)      | Wennington, Bill | 213 cm  | 111 kg | 26-12-1963   | St. John's                  |
| A/C | 18 | Stati Uniti (bandiera) | Dele, Bison      | 206 cm  | 107 kg | 06-04-1969   | Arizona                     |

| \| Pos. \| Num. \| Naz. \| Nome \| Altezza \| Peso \| Data nascita \| Provenienza \| \| ---- \| ---- \| ---- \| ----------------- \| ------- \| ------ \| ------------ \| ------------------- \| \| G/AP \| 40 \| \| Anderson, Shandon \| 198 cm \| 94 kg \| 31-12-1973 \| Georgia \| \| A/C \| 55 \| \| Carr, Antoine \| 206 cm \| 102 kg \| 23-07-1961 \| Wichita State \| \| G \| 10 \| \| Eisley, Howard \| 188 cm \| 80 kg \| 04-12-1972 \| Boston College \| \| A/C \| 44 \| \| Foster, Greg \| 211 cm \| 109 kg \| 03-10-1968 \| Texas–El Paso \| \| G \| 14 \| \| Hornacek, Jeff \| 191 cm \| 86 kg \| 03-05-1963 \| Iowa State \| \| A \| 43 \| \| Howard, Stephen \| 206 cm \| 102 kg \| 15-07-1970 \| DePaul \| \| A \| 31 \| \| Keefe, Adam \| 206 cm \| 104 kg \| 22-02-1970 \| Stanford \| \| A \| 32 \| \| Malone, Karl \| 206 cm \| 113 kg \| 24-07-1963 \| Louisiana Tech \| \| A \| 34 \| \| Morris, Chris \| 203 cm \| 95 kg \| 20-01-1966 \| Auburn \| \| G \| 30 \| \| Nembhard, Ruben \| 191 cm \| 94 kg \| 20-02-1972 \| Weber State \| \| C \| 00 \| \| Ostertag, Greg \| 218 cm \| 127 kg \| 06-03-1973 \| Kansas \| \| A \| 3 \| \| Russell, Bryon \| 201 cm \| 102 kg \| 31-12-1970 \| Long Beach State \| \| G \| 12 \| \| Stockton, John \| 185 cm \| 77 kg \| 26-03-1962 \| Gonzaga \| \| G \| 22 \| \| Thompson, Brooks \| 193 cm \| 88 kg \| 19-07-1970 \| Oklahoma State \| \| A \| 15 \| \| Watson, Jamie \| 201 cm \| 86 kg \| 23-02-1972 \| Southern California \| | Allenatore - Jerry Sloan Assistente/i - Phil Johnson (Vice-allenatore) - Gordon Chiesa (Vice-allenatore) - David Fredman (Vice-allenatore) - Kenny Natt (Vice-allenatore) Legenda - (C) Capitano - (FA) Free agent - (S) Sospeso - (TW) Contratto Two-way - (GL) Assegnato a squadra G League affiliata - Infortunato Roster • Transazioni · Ultima transazione: 25 giugno 1997 |                        |                   |         |        |              |                     |
| Pos. | Num. | Naz.                   | Nome              | Altezza | Peso   | Data nascita | Provenienza         |
| G/AP | 40 | Stati Uniti (bandiera) | Anderson, Shandon | 198 cm  | 94 kg  | 31-12-1973   | Georgia             |
| A/C | 55 | Stati Uniti (bandiera) | Carr, Antoine     | 206 cm  | 102 kg | 23-07-1961   | Wichita State       |
| G | 10 | Stati Uniti (bandiera) | Eisley, Howard    | 188 cm  | 80 kg  | 04-12-1972   | Boston College      |
| A/C | 44 | Stati Uniti (bandiera) | Foster, Greg      | 211 cm  | 109 kg | 03-10-1968   | Texas–El Paso       |
| G | 14 | Stati Uniti (bandiera) | Hornacek, Jeff    | 191 cm  | 86 kg  | 03-05-1963   | Iowa State          |
| A | 43 | Stati Uniti (bandiera) | Howard, Stephen   | 206 cm  | 102 kg | 15-07-1970   | DePaul              |
| A | 31 | Stati Uniti (bandiera) | Keefe, Adam       | 206 cm  | 104 kg | 22-02-1970   | Stanford            |
| A | 32 | Stati Uniti (bandiera) | Malone, Karl      | 206 cm  | 113 kg | 24-07-1963   | Louisiana Tech      |
| A | 34 | Stati Uniti (bandiera) | Morris, Chris     | 203 cm  | 95 kg  | 20-01-1966   | Auburn              |
| G | 30 | Stati Uniti (bandiera) | Nembhard, Ruben   | 191 cm  | 94 kg  | 20-02-1972   | Weber State         |
| C | 00 | Stati Uniti (bandiera) | Ostertag, Greg    | 218 cm  | 127 kg | 06-03-1973   | Kansas              |
| A | 3 | Stati Uniti (bandiera) | Russell, Bryon    | 201 cm  | 102 kg | 31-12-1970   | Long Beach State    |
| G | 12 | Stati Uniti (bandiera) | Stockton, John    | 185 cm  | 77 kg  | 26-03-1962   | Gonzaga             |
| G | 22 | Stati Uniti (bandiera) | Thompson, Brooks  | 193 cm  | 88 kg  | 19-07-1970   | Oklahoma State      |
| A | 15 | Stati Uniti (bandiera) | Watson, Jamie     | 201 cm  | 86 kg  | 23-02-1972   | Southern California |

#### Risultati
| Arbitri: | Dan Crawford Bill Oakes Ed T. Rush |

|                                                                              |            |                                                                                        |
| M. Jordan 31                                                                 | Punti      | 23 K. Malone                                                                           |
| M. Jordan 8                                                                  | Assist     | 12 J. Stockton                                                                         |
| D. Rodman 12                                                                 | Rimbalzi   | 15 K. Malone                                                                           |
| Harper, Jordan, Longley, Pippen, Rodman (Brown, Buechler, Dele, Kerr, Kukoč) | Formazioni | Hornacek, Malone, Ostertag, Russell, Stockton (Anderson, Carr, Eisley, Foster, Morris) |

| Arbitri: | Hugh Evans Steve Javie Bennett Salvatore |

|                                                                                      |            |                                                                                               |
| M. Jordan 38                                                                         | Punti      | 20 K. Malone                                                                                  |
| M. Jordan 9                                                                          | Assist     | 7 J. Stockton                                                                                 |
| M. Jordan 13                                                                         | Rimbalzi   | 13 K. Malone                                                                                  |
| Harper, Jordan, Longley, Pippen, Rodman (Brown, Buechler, Caffey, Dele, Kerr, Kukoč) | Formazioni | Hornacek, Malone, Ostertag, Russell, Stockton (Anderson, Carr, Eisley, Foster, Keefe, Morris) |

| Arbitri: | Joey Crawford Hue Hollins Jack Nies |

|                                                                                     |            |                                                                                      |
| K. Malone 37                                                                        | Punti      | 27 S. Pippen                                                                         |
| J. Stockton 12                                                                      | Assist     | 6 M. Jordan                                                                          |
| K. Malone 10                                                                        | Rimbalzi   | 7 R. Harper                                                                          |
| Hornacek, Malone, Ostertag, Russell, Stockton (Carr, Eisley, Foster, Keefe, Morris) | Formazioni | Harper, Jordan, Longley, Pippen, Rodman (Brown, Buechler, Caffey, Dele, Kerr, Kukoč) |

| Arbitri: | Dick Bavetta Joe Forte Ed T. Rush |

|                                                                                     |            |                                                                                      |
| K. Malone 23                                                                        | Punti      | 22 M. Jordan                                                                         |
| J. Stockton 12                                                                      | Assist     | 6 M. Jordan                                                                          |
| K. Malone 10                                                                        | Rimbalzi   | 9 S. Pippen                                                                          |
| Hornacek, Malone, Ostertag, Russell, Stockton (Carr, Eisley, Foster, Keefe, Morris) | Formazioni | Harper, Jordan, Longley, Pippen, Rodman (Brown, Buechler, Caffey, Dele, Kerr, Kukoč) |

| Arbitri: | Dan Crawford Hugh Evans Bill Oakes |

|                                                                                               |            |                                                                               |
| K. Malone 19                                                                                  | Punti      | 38 M. Jordan                                                                  |
| K. Malone 6                                                                                   | Assist     | 5 M. Jordan, S. Pippen                                                        |
| G. Ostertag 15                                                                                | Rimbalzi   | 10 S. Pippen                                                                  |
| Hornacek, Malone, Ostertag, Russell, Stockton (Anderson, Carr, Eisley, Foster, Keefe, Morris) | Formazioni | Harper, Jordan, Longley, Pippen, Rodman (Buechler, Caffey, Dele, Kerr, Kukoč) |

| Arbitri: | Joey Crawford Steve Javie Bennett Salvatore |

|                                                                                      |            |                                                                                        |
| M. Jordan 39                                                                         | Punti      | 21 K. Malone                                                                           |
| M. Jordan 4                                                                          | Assist     | 5 J. Stockton                                                                          |
| M. Jordan, D. Rodman 11                                                              | Rimbalzi   | 8 G. Ostertag                                                                          |
| Harper, Jordan, Longley, Pippen, Rodman (Brown, Buechler, Caffey, Dele, Kerr, Kukoč) | Formazioni | Hornacek, Malone, Ostertag, Russell, Stockton (Anderson, Carr, Eisley, Foster, Morris) |

| Campione NBA 1997       |
| ----------------------- |
| Chicago Bulls 5º titolo |

#### Hall of famer
| NBA Finals | Atleta         | Squadra       | Anno |            |
| ---------- | -------------- | ------------- | ---- | ---------- |
| Giocatore  | Michael Jordan | Chicago Bulls | 2009 | Giocatore  |
| Giocatore  | Robert Parish  | Chicago Bulls | 2003 | Giocatore  |
| Giocatore  | Scottie Pippen | Chicago Bulls | 2010 | Giocatore  |
| Giocatore  | Dennis Rodman  | Chicago Bulls | 2011 | Giocatore  |
| Giocatore  | Toni Kukoč     | Chicago Bulls | 2021 | Giocatore  |
| Allenatore | Phil Jackson   | Chicago Bulls | 2007 | Allenatore |
| Giocatore  | John Stockton  | Utah Jazz     | 2009 | Giocatore  |
| Giocatore  | Karl Malone    | Utah Jazz     | 2010 | Giocatore  |
| Allenatore | Jerry Sloan    | Utah Jazz     | 2009 | Allenatore |

#### MVP delle Finali
- #23 Michael Jordan, Chicago Bulls.

## Squadra vincitrice
| N° | Naz.                   | Ruolo | Sportivo        |  | Alt. |  |
| -- | ---------------------- | ----- | --------------- |  | ---- |  |
| 00 | Stati Uniti (bandiera) | C     | Robert Parish   |  | 216  |  |
| 1  | Stati Uniti (bandiera) | G     | Randy Brown     |  | 188  |  |
| 7  | Croazia (bandiera)     | A     | Toni Kukoč      |  | 211  |  |
| 8  | Stati Uniti (bandiera) | AG    | Dickey Simpkins |  | 206  |  |
| 9  | Stati Uniti (bandiera) | G     | Ron Harper      |  | 198  |  |
| 13 | Australia (bandiera)   | C     | Luc Longley     |  | 218  |  |
| 18 | Stati Uniti (bandiera) | AC    | Brian Williams  |  | 206  |  |
| 23 | Stati Uniti (bandiera) | G     | Michael Jordan  |  | 198  |  |
| 25 | Stati Uniti (bandiera) | G     | Steve Kerr      |  | 191  |  |
| 30 | Stati Uniti (bandiera) | GA    | Jud Buechler    |  | 198  |  |
| 33 | Stati Uniti (bandiera) | AP    | Scottie Pippen  |  | 203  |  |
| 34 | Canada (bandiera)      | C     | Bill Wennington |  | 213  |  |
| 35 | Stati Uniti (bandiera) | AG    | Jason Caffey    |  | 203  |  |
| 91 | Stati Uniti (bandiera) | AG    | Dennis Rodman   |  | 203  |  |
|    | Stati Uniti (bandiera) | All.  | Phil Jackson    |  |      |  |

## Statistiche
Aggiornate al 2 ottobre 2021.)
| Categoria | Singola prestazione | Singola prestazione | Singola prestazione | Media          | Media            | Media | Media |
| Categoria | Giocatore           | Squadra             | Max                 | Giocatore      | Squadra          | Media | PG    |
| --------- | ------------------- | ------------------- | ------------------- | -------------- | ---------------- | ----- | ----- |
| Punti     | Michael Jordan      | Chicago Bulls       | 55                  | Michael Jordan | Chicago Bulls    | 31,1  | 19    |
| Rimbalzi  | Dikembe Mutombo     | Atlanta Hawks       | 21                  | Shawn Kemp     | Seattle S.Sonics | 12,3  | 12    |
| Assist    | John Stockton       | Utah Jazz           | 17                  | Jason Kidd     | Phoenix Suns     | 9,8   | 5     |